# Kaltenbrunnen
Station Kaltenbrunnen- Gantschier is een Spoorweghalte aan de Montafonerbahn in Vorarlberg.